# Rakitovec (gmina Šentjur)
Rakitovec – wieś w Słowenii, w gminie Šentjur. W 2018 roku liczyła 53 mieszkańców.